# كارل أ. غيلبرت
كارل أ. غيلبرت (بالإنجليزية: Carl A. Gilbert)‏ هو مدير فني أمريكي، ولد في 20 فبراير 1892 في Wilkinsburg, Pennsylvania ‏ في الولايات المتحدة، وتوفي في 21 يونيو 1972 في ميدفيل في الولايات المتحدة.